# Academie voor Schone Kunsten (Umeå)
De Academie voor Schone Kunsten van Umeå (Konsthögskolan i Umeå) is een Zweedse kunstacademie aan de Universiteit van Umeå. De kunstacademie maakt samen met de Academie voor architectuur, het Desinginstituut, het Bildmuseet en HumlabX deel uit van de Umeå kunstcampus.

## Opleidingen
De kunstacademie biedt twee opleidingen in de beeldende kunst: de driejarige bacheloropleiding (BFA) en een tweejarige postdoctorale opleiding master (MFA). Er worden ook cursussen aangeboden in esthetiek I, II, II en er worden zomercursussen georganiseerd. De opleiding in de beeldende kunst bevat zowel een praktische als een theoretische opleiding. Studenten leren werken met hout, metaal, gips, brons, prenten, foto, video, audio en computergebaseerde kunst.
De werken van de studenten worden sinds 1993 continu gepresenteerd in hun eigen kunstgalerie en op de jaarlijkse tentoonstelling die wordt gehouden op het schoolterrein of in het nabijgelegen Bildmuseet.

## Onderzoek
De kunstacademie voert ook onderzoek op artistieke basis, gerelateerd aan de nationale "Artistiek Onderzoekschool" (Konstnärliga forskarskolan) en een aantal andere onderzoeksprojecten.

## Gebouwen
De opleidingen werden vanaf de start gegeven in een voormalig fabrieksgebouw gelegen aan de rivier Ume. De gevel werd ontworpen in 1909 door Sigge Cronstedt. De fabriek startte op in 1910 en behoorde tot de eerste belangrijke industrie in de stad en werd gebruikt tot 1954. Het oude fabrieksgebouw werd omgebouwd tot schoolgebouw in 1986 en de verhuizing vond een jaar later plaats.
In het voorjaar van 2012 verhuisde de kunstacademie naar een nieuw gebouwd pand aan de kunstcampus. Het voormalige gebouw werd in 2013-2014 opnieuw verbouwd en wordt nu gebruikt voor de artistieke projecten en als eigen kunstgalerie.